# A Walk on the Moon
A Walk On The Moon és una pel·lícula de 1999 protagonitzada per Diane Lane, Viggo Mortensen, Liev Schreiber i Anna Paquin. La pel·lícula, distribuïda per Miramax Films, es desenvolupa en el context del Festival de Woodstock de 1969 i de l'arribada de l'home a la Lluna.

## Argument
Pearl Kantrowitz (Diane Lane) i el seu marit Marty (Liev Schreiber) són una parella jueva de classe mitjana-baixa de Nova York, on Marty treballa arreglant televisors. A l'estiu de 1969, com cada any, se'n van de vacances a la colònia de Catsklls junt amb els seus dos fills, el petit Daniel i la seva filla adolescent Alison (Anna Paquin). Donat que Marty treballa molt, només pot anar a la colònia els caps de setmana, mentre que la seva esposa de seguida es troba avorrida al mig d'una vida tan monòtona. L'avorriment de Pearl es converteix en un gran punt feble quan arriba a la colònia un atractiu venedor ambulant (Viggo Mortensen) amb la seva vella furgoneta on ven bruses. Walker és un esperit lliure i un veterà de la guerra del Vietnam. Walker i Pearl aviat comencen a sentir-se atrets fins que en la nit de l'aterratge a la lluna acaben consumant la seva relació, el 20 de juliol de 1969.
La mare de Marty, que passa les vacances amb la seva sogra i els seus nets, aviat descobreix l'aventura de Pearl i intenta persuadir-la perquè trenquin, però ella es nega a trencar amb Walker i junts se'n van al festival de rock de Woodstock. En el festival també està la seva filla que la descobreix amb un altre home que no és el seu pare mentre ballen gairebé nus.
Marty descobreix la relació i s'enfronta a la seva esposa que ha de decidir entre les seves responsabilitats com a mare i esposa i la nova llibertat descoberta al costat de Walker, a més de fer front a la seva filla que li retreu la seva aventura alhora que comença a sentir un creixent interès pel sexe.

## Repartiment
- Diane Lane	 	: Pearl Kantrowitz
- Viggo Mortensen		: Walker Jerome
- Liev Schreiber	 	: 	Marty Kantrowitz
- Anna Paquin	: 	Alison Kantrowitz
- Tovah Feldshuh 		: Lillian Kantrowitz
- Bobby Boriello	 	: Daniel Kantrowitz
- Stewart Bick	 	: Neil Leiberman
- Jess Platt	:Herb Fogler
- Mahée Paiement 	: Mrs. Dymbort
- Star Jasper		: Rhoda Leiberman
- Ellen David		: Eleanor Gelfand
- Lisa Bronwyn Moore	 	: Norma Fogler
- Victoria Barkoff 	: Selma Levitsky
- Tamar Kozlov		: Wendy Green
- Lisa Jakub	: Myra Naidell

## Banda sonora
- "More ('Ti guardero nel cuore')" -- Bobby Darin
- "The Name Game"—Lincoln Chase and Shirley Elliston
- "Danke Schoen"—Wayne Newton
- "Wishin' & Hopin'"—Dusty Springfield
- "Ripple"—The Grateful Dead
- "For Your Love" -- The Yardbirds
- "Sunlight" -- The Youngbloods
- "Summertime" -- Janis Joplin (Big Brother and the Holding Company)
- "Sally Go Round the Roses"—The Damnations TX
- "Today" -- Jefferson Airplane
- "Embryonic Journey" -- Jefferson Airplane
- "Kiss of Fire"—Georgia Gibbs
- "Cactus Tree" -- Joni Mitchell
- "Who Knows Where the Time Goes"—Judy Collins
- "Town Without Pity"—Gene Pitney & Mandy Barnett
- "Uncle John's Band"—The Grateful Dead
- "Crimson & Clover"—Tommy James and the Shondells
- "Freedom"—Richie Havens
- "The Fish Cheer"—Country Joe McDonald
- "I-Feel-Like-I'm-Fixin'-to-Die Rag"—Country Joe McDonald
- "Subterranean Homesick Blues" -- Bob Dylan
- "White Bird"—It's a Beautiful Day
- "Israelites" -- Desmond Dekker
- "When You're Smiling (The Whole World Smiles with You)" -- Dean Martin
- "Purple Haze" -- Jimi Hendrix
- "Follow"—Richie Havens
- "Helplessly Hoping"—Crosby, Stills, Nash, And Young
- "Crystal Blue Persuasion"—Tommy James and the Shondells